# Tríquids
Els tríquids (Trichiida) (ICNZ) o triquials (Trichiales) (ICNB) són un ordre de fongs mucilaginosos dins el Amoebozoa. L'ordre conté tres famílies, 14 gèneres, i 162 espècies.

## Sistemàtica
Aquest ordre va ser proposat el 1922 per Thomas Huston Macbride
- Família Dianemidae
  - Calomyxa
  - Dianema

- Família Trichiidae
  - Trichia
  - Arcyriatella
  - Prototrichia
  - Cornuvia
  - Oligonema
  - Calonema
  - Arcyodes
  - Arcyria
  - Perichaena
  - Metatrichia
  - Hemitrichia
  - Minakatella